# Sarısuvat, Doğanşar
Sarısuvat là một xã thuộc huyện Doğanşar, tỉnh Sivas, Thổ Nhĩ Kỳ. Dân số thời điểm năm 2011 là 72 người.